# 土深井站
土深井站（日语：／ Dobukai eki */?）是位於秋田縣鹿角市十和田末廣字下毛（モ）平，東日本旅客鐵道（JR東日本）的花輪線車站。

## 歷史
- 1915年（大正4年）12月25日：秋田鐵道（日语：秋田鉄道）大瀧溫泉站至毛馬內站（第一代，貨物站）之間開通，此站啟用。當時此站為貨物車站，此站名為尾去澤站（日语：／），並且位於鹿角郡錦木村（日语：錦木村）[1]。
- 1916年（大正5年）1月5日：開始旅客營業服務[1]。
- 1934年（昭和9年）6月1日：秋田鐵道國有化，成為鐵道省（國鐵）車站。
- 1942年（昭和17年）4月1日：車站改名為土深井站。
- 1962年（昭和37年）3月1日：成為無人車站[2]。
- 1987年（昭和62年）4月1日：伴隨國鐵分割民營化，車站由東日本旅客鐵道（JR東日本）營運。

## 車站構造
車站是一座地面車站，設有1面1線的單式月台。
此站是由鹿角花輪站管理的無人車站。

## 車站周邊
- 國道103號（日语：国道103号）
- 米代川（日语：米代川）

## 巴士路線
在車站前設有秋北巴士土深井站前巴士站
- 鹿角市（厚生醫院前（日语：かづの厚生病院）、鹿角花輪站前、花輪營業所）方向
- 勞災醫院前（日语：秋田労災病院）、扇田醫院前（日语：大館市立扇田病院）、市立醫院前（日语：大館市立総合病院）、大館站方向

## 相鄰車站
東日本旅客鐵道（JR東日本）
■花輪線
末廣－土深井－澤尻

## 注腳
1. 1 2  「軽便鉄道運輸開始」『官報』1916年1月13日（國立國會圖書館數碼化收藏）
2. ↑  “無人駅 花輪線・土深井駅”. 秋田魁新報 (秋田魁新報社): p.3 (1975年12月18日 夕刊)

## 外部連結
- 車站資訊（土深井）：東日本旅客鐵道（日語）